# Profissão de Risco
Blow (prt: Profissão de Risco, ou Blow (Profissão de Alto Risco); bra: Profissão de Risco) é um filme norte-americano de 2001, do gênero drama biográfico-policial, dirigido por Ted Demme, com roteiro de David McKenna e Nick Cassavetes baseado no livro biográfico Blow: How a Smalltown Boy Made $100 Million With the Medellin Cocaine Cartel and Lost It All, de Bruce Porter.

## Sinopse
Baseado em fatos reais, Blow é um filme sobre a introdução do tráfico de cocaína nos Estados Unidos. George Jung (Johnny Depp) vem de uma boa família, mas acaba por se envolver no comércio de maconha na Califórnia. A partir daí nunca mais para e entra cada vez mais fundo no mundo das drogas. Depois de um tempo, George começa a importar e vender cocaína, e torna-se então um dos principais perseguidos do Governo. Apesar de ser preso várias vezes, continua com o tráfico por quase duas décadas, decidindo parar somente quando sua filha nascer. No entanto, acaba por ser preso pela quinta vez, mas a vergonha da filha pela história do pai impede-a de ir visitá-lo. A trilha sonora do filme conta com a participação do extinto conjunto Manfred Mann's Earth Band tocando a musica "Blinded By The Light".

## Elenco principal
- Johnny Depp - George Jung
- Penélope Cruz - Mirtha
- Franka Potente - Bárbara
- Paul Reubens - Derek Foreal
- Ray Liotta - Fred Jung
- Cliff Curtis - Pablo Escobar
- Ethan Suplee - Tuna
- Rachel Griffiths - Ermine Jung
- Jordi Mollà - Diego Delgado
- Miguel Sandoval - Augusto Oliveras
- Kevin Gage - Leon Minghella
- Max Perlich - Kevin Dulli
- Monet Mazur - María